# Boy Meets Girl (groupe)
Pour les articles homonymes, voir Boy Meets Girl.
Boy Meets Girl est un duo de musique pop américain composé de George Merrill et Shannon Rubicam. Ils sont connus pour le titre Waiting for a Star to Fall, qui fut un succès en 1988.

## Carrière
Les deux membres de Boy Meets Girl, George Merrill et Shannon Rubicam, ont écrit et composé la musique de plusieurs titres pour d'autres artistes. Ainsi, on leur doit deux singles de Whitney Houston, How Will I Know et I Wanna Dance with Somebody, qui ont tous les deux atteint la première place des charts américains. Ils ont aussi écrit des chansons comme Haunting Me pour Deniece Williams, et ont été choristes sur des chansons de celle-ci.
Le premier album du duo fut éponyme, et sa chanson-phare, Oh Girl, un amer récit d'une relation dysfonctionnelle lancée en tant que single par A&M Records. La chanson atteignit la position #39 au Billboard Hot 100 en mai 1985, tandis que l'opus se classa 76e au hit-parade des albums.
Trois ans plus tard, Boy Meets Girl lance son deuxième album, Reel Life. Le moment fort de l'album est sans conteste Waiting for a Star to Fall, qui permet à Merrill et Rubicam de sortir de l'ombre en tant qu'artistes après avoir passé des années à écrire et composer des titres pour d'autres chanteurs. Aux États-Unis, Waiting for a Star to Fall se classa 5e au Billboard Hot 100, et numéro 1 au classement Billboard Adult Contemporary. Au Royaume-Uni, le titre fut numéro 9 dans les charts, et fut inclus dans le film Three Men and a Little Lady.
Selon les anecdotes qui ont circulé depuis, cette chanson fut inspirée par une vraie étoile filante que Merrill et Rubicam avaient aperçu lors d'un concert de Whitney Houston au Greek Theatre de Los Angeles. Le titre fut envoyé à Houston dans le but d'être inclus dans son prochain album, mais elle le refusa. À la même époque, Belinda Carlisle enregistrait son album de 1987, Heaven on Earth. Considérant que la chanson composée par Merrill et Rubicam correspondait à l'esprit de l'album, sa maison de disques insista pour qu'elle l'enregistre. Mais le morceau ne plut pas à la chanteuse californienne et elle refusa finalement de l'inclure sur son disque.
Le titre suivant de Boy Meets Girl, Bring Down The Moon, se classait 49e aux USA, tandis que l'album Reel Life demeurait plusieurs semaines au rang de numéro 50. Le troisième album du duo, New Dream, était censé sortir en 1990, mais la maison de disques RCA Records le mit de côté à la suite d'une réorganisation du label. Il fut finalement lancé sur le site web du groupe 14 ans plus tard.
Au début des années 2000, George Merrill et Shannon Rubicam, qui étaient mari et femme dans la vie, divorcèrent mais sans mettre fin à leur collaboration musicale. C'est ainsi qu'un quatrième album fut lancé en 2003, comportant des démos qu'ils avaient enregistrées dans les années 1980 pour Whitney Houston.